# Рио де Жанейро (щат)
Рио де Жанейро (на португалски: Rio de Janeiro, изговаря се по-близко до Риу джи Жанейру) е един от 26-те щата на Бразилия. Столицата му е едноименния град Рио де Жанейро. Рио де Жанейро е с площ 43 696,10 кв. км и население 15 561 720 души (2006)

## Административно деление
Щатът е поделен на 6 региона 18 микрорегиона и 92 общини.

## Население
15 561 720 души (2006)
Расов състав:
- бели – 8 513 778 души (54,6%)
- мулати – 5 145 690 души (33,0%)
- чернокожи – 1 871 160 души (12,0%)
- азиатци и индианци – 62 000 души (0,4%)

## Икономика
Индустриалният сектор е най-големият компонент на БВП при 51,6%, следван от сектора на услугите най-47,8%. Селското стопанство представлява 0,6% от БВП (2004). Щатът изнася: нефт 44,8%, 17,5% гориво, химикали 3,6%, а на цветни метали 2,8%, превозни средства 2,1% (2002).
Участие в бразилската икономика: 12,6% (2004).